# Doi gemeni venețieni
Gemenii sau Doi Gemeni Venețieni (italiană: I due gemelli veneziani) este o piesă de teatru de Carlo Goldoni din 1747. Este o comedie în 3 acte. Se bazează pe Menaechmi, piesa de teatru considerată cea mai bună a lui Plaut. A fost adaptată în 1979 într-un muzical în două acte.

## Prezentare
Zanetto, fiul prost al unui negustor din Bergamo, se duce la Verona pentru a se întâlni cu viitoarea sa soție, Rosaura, fiica doctorului Balanzoni. Zanetti are un frate geamăn, Tonino, care a crescut în Veneția. Acesta este foarte diferit de Zanetto, fiind foarte inteligent și având mult farmec. În această perioadă, Tonino se află la Verona, pentru a se întâlni cu iubita sa Beatrice, aflată în grija prietenului său, Florindo, care s-o apere de insistențele unui anumit Lelio. Între timp bătrânul Pancrazio, un prieten al doctorului Balanzoni, a pus ochii pe Rosaura și încearcă să o convingă să anuleze nunta cu Zanetto. În același timp, Colombina, slujitoarea din casa lui Balanzon, încearcăsă se căsătorească cu Arlecchino, slujitorul lui Zanetti. O serie de coincidențe și neînțelegeri fac ca cei doi gemeni Zanetti și Tonino să-și schimbe identitățile între ei, lucru care apoi duce la mai multe peripeții și necazuri.

## Personaje
- Zanetti, geamănul prost
- Tonino, geamănul spiritual
- Doctorul Balanzoni
- Rosaura, fiica lui Balanzoni
- Pancrazio, un prieten al lui Balanzoni
- Lelio, nepotul lui Balanzoni
- Beatrice, iubita lui Tonino
- Florindo, un prieten al lui Tonino
- Brighella, slujitorul lui Balanzoni
- Colombina, slujnica lui Balanzoni
- Arlecchino, slujitorul lui Zanetti
- Tiburcio, giuvaergiu
- Bargello

## Legături externe
- http://www.diseara.ro/ro/diseara/piese-de-teatru-si-opera/440_doi-gemeni-venetieni.html

## Vezi și
- Operele lui Carlo Goldoni